# ميلاني بيرنغير
ميلاني بيرنغير (بالألمانية: Melanie Behringer)‏ (المولودة 18 نوفمبر 1985) لاعبة كرة قدم ألمانية تلعب حاليًا مع نادي بايرن ميونخ الألماني و‌المنتخب الألماني كلاعبة وسط.

## المسيرة الدولية
تُوجت بيرنغير بلقب بطولة كأس العالم للسيدات 2007 مع المنتخب الألماني وشاركت في جميع مباريات الفريق في المنافسة. وفي العام المقبل، فازت بالميدالية الذهبية في الألعاب الأولمبية الصيفية 2008 كما توجت بلقب بطولة أمم أوروبا للسيدات 2009.

### الألعاب الأولمبية الصيفية 2016
يوم 3 أغسطس 2016، سجلت بيرنغير هدفين في أولى مباريات ألمانيا في الألعاب الأولمبية الصيفية 2016 ضد زيمبابوي التي انتهب بفوز الألمانيات بنتيجة 6–1. يوم 9 أغسطس، سجلت بيرنغير هدف ألمانيا الوحيد في آخر مباريات ألمانيا في مرحلة المجموعات ضد كندا من ركلة جزاء وانتهت المباريات بنتيجة 2–1 لصالح الكنديات. في ربع النهائي، يوم 12 أغسطس، سجلت بيرنغير هدف الفوز لألمانيا ضد المنتخب الصيني في الدقيقة 76 لتنتهي المباراة بنتيجة 1–0 وتتأهل ألمانيا إلى نصف النهائي.

## روابط خارجية
- ميلاني بيرنغير على موقع الاتحاد الدولي (مؤرشف)  (الإنجليزية)
- ميلاني بيرنغير على موقع الاتحاد الأوربي (الإنجليزية)
- ميلاني بيرنغير على موقع قاعدة بيانات كرة القدم.إي يو (الإنجليزية)
- ميلاني بيرنغير على موقع Soccerway.com (الإنجليزية)
- ميلاني بيرنغير على موقع عالم كرة القدم.نت (الإنجليزية)
- ميلاني بيرنغير على موقع كووورة
- ميلاني بيرنغير على موقع اللجنة الأولمبية الدولية (الإنجليزية)
- ميلاني بيرنغير على موقع أوليمبيديا (الإنجليزية)
- ميلاني بيرنغير على موقع اللجنة الأولمبية الألمانية (الألمانية)